# Ngô Công Đức

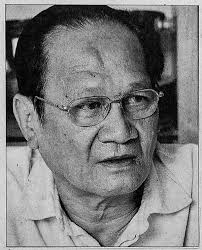

Ngô Công Đức (29 tháng 11 năm 1936-22 tháng 6 năm 2007) là một nhà báo, doanh nhân, nhà hoạt động xã hội người Việt Nam. Ông quê ở xóm Bãi Xan, xã Đại Phước, huyện Càng Long, tỉnh Trà Vinh.

## Tham gia chính trường
Ông Ngô Công Đức là một dân biểu đối lập tại Hạ viện Việt Nam Cộng hòa từ 1967 đến 1971. Năm 1971, khi ra tranh cử lần thứ nhì, ông đã bị chính quyền Nguyễn Văn Thiệu bắt giam ở Trà Vinh, sau đó ông phải tị nạn tại Thuỵ Điển, rồi Pháp, cho đến tháng 4 năm 1975).
Ngày ngày 28 tháng 4 năm 1975, khi Ngô Công Đức trên đường từ Paris về miền Nam, mới tới Bangkok, ông được Dương Văn Minh cử vào nội các Vũ Văn Mẫu. Khi ông về tới nơi, Sài Gòn đã được giải phóng.

## Với nghề báo
Nghề báo chính là niềm say mê tuyệt đối của ông và tên tuổi của ông gắn liền với tờ báo Tin Sáng do ông sáng lập từ năm 1968 (đình bản từ năm 1972, tháng 8-1975 được phép tái bản sau ngày giải phóng, nhưng đến năm 1981 thì bị đóng cửa với lý do đã "hoàn thành nhiệm vụ").
"Hầu hết các chuyên mục, cách đặt vấn đề của báo Tin Sáng trong những năm cuối thập niên 1960, đầu thập niên 1970 đều có quan điểm phê phán những sai trái của chế độ Sài Gòn. Đặc biệt mục "Tin vịt nghe qua rồi bỏ" do ông Ngô Công Đức phụ trách cùng với các cây bút tiến bộ ký bút danh chung là Tư Trời Biển đã có những bài châm biếm trào phúng phê phán chế độ rất được bạn đọc ủng hộ". Sau ngày 30 tháng 4 năm 1975, báo Tin Sáng (bộ mới) tiếp tục đến với bạn đọc Sài Gòn - Thành phố Hồ Chí Minh từ tháng 8-1975 cho đến năm 1981.
Dưới chế độ của Chính quyền Sài Gòn, Tin Sáng là tờ báo đối lập có uy tín, với những cây bút nổi tiếng Nguyễn Ngọc Lan, Lý Chánh Trung, Hồ Ngọc Nhuận, Lý Quí Chung... Ông còn giữ bút hiệu này trong thời gian 1973 - 1975 khi ông xuất bản tờ báo Miền Nam đi tới ở Pháp.
Tháng 8 năm 1975, nhật báo Tin Sáng xuất bản trở lại (sau ba năm bị cấm), cùng với nguyệt san Đứng dậy (tức Đối Diện) của các linh mục Stêphanô Chân Tín và Nguyễn Ngọc Lan.
Quyết định này là của ông Trần Bạch Đằng, Trưởng ban Tuyên huấn "miền" lúc đó. Tuy nhiên, sau đó, ông Trưởng ban Tổ chức Trung ương Lê Đức Thọ cho rằng để các báo tư nhân, dù có công tồn tại là sai lầm "hữu khuynh" nên dẹp bỏ: tạp chí Đứng dậy phải đình bản, báo Tin sáng chung số phận.
Ở Ba Lan lúc đó, Công đoàn Đoàn Kết hoạt động mạnh. Ông Ngô Công Đức lại là người Công giáo nên nỗi lo ngại tăng lên. Giọt nước cuối cùng thúc đẩy việc đóng cửa là bài viết của ông Trần Bạch Đằng đăng trên Tin Sáng (cả ám chỉ và đích danh) bênh vực vở kịch Nguyễn Trãi ở Đông Quan của Nguyễn Đình Thi, do Nguyễn Đình Nghi đạo diễn, vừa được ông Lê Đức Thọ đích thân ra lệnh "ngưng" diễn. Sau vụ này, ông "Tư Ánh" (bí danh của Trần Bạch Đằng) được gửi ra Hà Nội học "trường Đảng cao cấp".

## Làm doanh nhân
Ngô Công Đức vốn là người làm kinh doanh giỏi từ thời trước ngày Thống nhất. Sau này, ông luôn làm kinh doanh mở tổ hợp sơn mài Lam Sơn. Doanh nghiệp của ông phát triển theo thời gian, mở rộng sang các sản phẩm thủ công nghiệp khác (gốm, gỗ...).
Ông là một trong những người sáng lập nên Ngân hàng ngoài quốc doanh - VPBank.
"Nhưng mỗi lần ông muốn ra khỏi địa hạt kinh doanh, ông đều nhận được những lời "khuyên" gián tiếp hoặc trực tiếp (thí dụ như việc ứng cử vào ban chấp hành Hội Doanh nhân Thành phố HCM). 
Cho đến những năm gần cuối đời, ông vẫn nuôi ý định trở về nghề làm báo, viết báo và ra báo. Bệnh gan đã không cho phép ông sống đến ngày thực hiện ý định ấy".

## Ngày mất
Ông Ngô Công Đức đã từ trần ngày 22 tháng 6 năm 2007, thọ 71 tuổi. Lễ tang của ông đã được cử hành ngày 25 tháng 6-2007 tại Nhà thờ Đức Bà, thành phố Hồ Chí Minh. Ông được đưa về an táng tại huyện Thuận An, tỉnh Bình Dương.

## Học bổng Ngô Công Đức
Năm 2008, doanh nghiệp của gia đình bà Lý Mỹ Nguyệt, vợ ông Ngô Công Đức đã gửi tặng 345 suất học bổng trị giá gần 500 triệu đồng cho các em học sinh, sinh viên nghèo tại tỉnh Trà Vinh.
Bà đã lấy tên của chồng là ông Ngô Công Đức để thành lập quỹ học bổng Ngô Công Đức, và mỗi năm dành hơn 1 tỷ đồng để trao tặng. Mỗi suất học bổng dành cho các em học sinh, sinh viên nghèo hiếu học và có mức giá trị khác nhau. Học sinh Trung học cơ sở là 1,35 triệu đồng, Trung hoc phổ thông là 1,8 triệu đồng; sinh viên CĐ, ĐH học tại Trà Vinh là 3,6 triệu đồng; sinh viên CĐ, ĐH học ngoài tỉnh là 4,5 triệu đồng.
Bà Lý Mỹ Nguyệt cho biết bà làm việc này là thể theo ý nguyện của chồng bà muốn đóng góp những suất học bổng để giúp các em vượt qua những khó khăn, khuyến khích vươn lên trong học tập.